# 里奥梅昂
里奥梅昂是葡萄牙阿威罗区的一个堂区。总面积6.47平方公里，总人口4688人，人口密度724.6人/平方公里。